# Літо з Монікою
«Літо з Монікою» (швед. Sommaren med Monika) — шведський мелодраматичний фільм 1953 року, поставлений режисером Інгмаром Бергманом за однойменним романом П. А. Фогельстрема 1951 року.

## Сюжет
У бідних кварталах Стокгольма розгортається історія кохання 19-річного Гаррі, продавця-кур'єра у порцеляновій крамниці, та 18-річної Моніки, що працює в бакалійному магазині. Посварившись з батьком-алкоголіком, вона йде з дому й утікає з Гаррі. Він теж кидає роботу і відвозить Моніку на батьківському моторному човні. У гонитві за пригодами молоді люди вирішують змінити обстановку і проводять літо на острові Орно. У восьмирічному віці Гаррі втратив матір і відтоді жив з мовчазним батьком; він завжди був самотній. Моніка, навпаки, росла серед гамірних і численних родичів, яким було тісно в одній квартирі. У перервах між купаннями Моніка та Гаррі займаються любов'ю і будують плани: він стане інженером і старанно працюватиме; вона виховуватиме дітей в красивому будинку. Вона і справді вагітна.
Добігає кінця прекрасне літо, затьмарене нестачею грошей і їжі, появою колишнього коханця Моніки, який зламав їхній човен, і сварками. Гаррі та Моніка повертаються до міста й одружуються. Гаррі беруть в робітничу бригаду, і він часто затримується на роботі. Безділля, самотність і, знову ж таки, нестача грошей не влаштовують Моніку: їй більше до вподоби пригоди, і вона йде з дому. Гаррі залишається з дитиною сам.

## У ролях
| • Гаррієт Андерссон                       | … | Моніка                               |
| • Ларс Екборґ                             | … | Гаррі                                |
| • Йон Гарісон                             | … | Лелле                                |
| • Ґеорґ Скарстедт                         | … | батько Гаррі                         |
| • Даґмар Еббесен                          | … | тітка Гаррі                          |
| • Оке Фріделль                            | … | батько Моніки                        |
| • Наемі Брис                              | … | мати Моніки                          |
| • Оке Ґренберґ                            | … | майстер                              |
| • Еста Еріксон                            | … | директор Форсберг                    |
| • Єста Густафссон                         | … | головний бухгалтер у Форсберга       |
| • Сіґґе Фюрст                             | … | бригадир на складі порцеляни         |
| • Еста Прюселіус                          | … | завідувач відділом збуту у Форсберга |
| • Артур Фішер                             | … | начальник овочевої бази              |
| • Торстен Лілльекруна                     | … | шофер овочевої бази                  |
| • Бенгг Еклюнд                            | … | бригадир овочевої бази               |
| • Густаф Ферингборг                       | … | заступник бригадира овочевої бази    |
| • Івар Вальгрен                           | … | власник вілли                        |
| • Рене Бйорлінг                           | … | його дружина                         |
| • Катрін Вестерлюнд                       | … | їхня донька                          |
| • Віктор Андерссон, Біргер Сальберг       | … | любителі пива                        |
| • Ганні Шедін                             | … | фру Буман на 12-му                   |
| • Андерс Анделіус, Гордон Левенадлер      | … | кавалери Моніки                      |
| • Нільс Гюльтгрен                         | … | настоятель                           |
| • Нільс Вітен, Тур Буронг, Ейнар Седербек | … | лахмітники                           |
| • Бенгг Брюнскуг                          | … | Сікке                                |
| • Магнус Кесстер, Карл-Аксель Ельфвінг    | … | робітники                            |
| • Астрід Будін, Мона Єєр-Фалькнер         | … | пані у вікнах                        |
| • Ернст Брюнман                           | … | продавець тютюнових виробів          |

## Знімальна група
- Автор сценарію — Інгмар Бергман, Пер Андерс Фогельстрем (за романом П. А. Фогельстрема «Літо з Монікою» (1951))
- Режисер-постановник — Інгмар Бергман
- Продюсер — Аллан Екелунд
- Оператор — Гуннар Фішер
- Композитор — Ерік Нордгрен, Лес Бакстер, Ескіль Еккерт-Лундін, Валле Седерлунд
- Монтаж — Таге Голмберг, Геста Левін
- Художник-постановник — Пер Аксель Лундгрен